# Avenida Longitudinal de Occidente (Bogotá)
La Avenida Longitudinal de Occidente (ALO) o  también Carrera 96 desde la intersección de Chusacá en el municipio de Sibaté hasta los límites de las localidades de Engativá y Suba. Es una vía que se ha planteado para recorrer en un futuro la ciudad de Bogotá de norte a sur por todo su borde occidental, aunque construido e inoperable en el municipio de Soacha.

## Trazado
Al sur comenzará en el sector de Chusacá por los lados del Río Bogotá, atravesando el municipio de Soacha para penetrar posteriormente en el área metropolitana por la localidad de Bosa. Continúa hacia el norte pasando por las localidades de Kennedy, Fontibón, Engativá y Suba, para finalmente terminar en el extremo norte en el sitio de La Caro en el municipio de Chía.
A lo largo del trazado se cruzan las siguientes avenidas principales:
- Autopista Norte
- Calle 170
- Avenida Suba
- Avenida Calle 80
- Avenida Chile
- Avenida del Salitre
- Avenida José Celestino Mutis
- Avenida El Dorado
- Avenida La Esperanza
- Avenida Ferrocarril de Occidente
- Avenida Centenario
- Avenida de las Américas
- Avenida Ciudad de Villavicencio
- Avenida Primero de Mayo
- Avenida Bosa
- Autopista Sur
- Avenida Indumil

Así mismo, la ALO está proyectada para funcionar conjuntamente en un futuro con un sistema como TransMilenio, Metro o Tren de Cercanías.
Adicionalmente, la vía estará compuesta por cuatro calzadas y 100 m de ancho, 57 puentes de paso vehicular, localizados en siete enlaces y avenidas principales, que incluyen 3 y 4 carriles de circulación vehicular y paso de ciclo-ruta, 40 puentes metálicos peatonales y pasos de ciclo-ruta.

## Historia
El acuerdo 38 de 1961 fijó el “Plan Vial Piloto del Distrito Especial de Bogotá” como una respuesta al desarrollo urbano de la ciudad y la necesidad de reformar el sistema vial, buscando subsanar los problemas de circulación de la época y adelantando soluciones de movilidad, acordes con los futuros desarrollos de la ciudad. En dicho documento, se contemplaba la construcción de la Avenida Regional Longitudinal con el siguiente alcance:
“Comienza en la carretera a Cota, en el puente La Virgen, sobre el Río Bogotá, y toma rumbo hacia el Oriente hasta la hacienda Conejera; de Conejera sigue al Sur, pasando por el Occidente de Suba; utiliza parte del Camino del Rincón; tuerce para cruzar el Río Juan Amarillo a unos 400 metros al Oriente del actual puente; toma el lindero oriental del Barrio Paris Gaitán; sigue en línea recta hasta tomar el Camino de Camavieja por el lindero occidental de los Barrios San José y La Soledad, hasta la hacienda de Santa Helena, donde quiebra hacia el Suroeste; continúa después en línea recta para tomar el costado occidental de la Urbanización Santa Cecilia y de allí va a cruzar la Avenida del Centenario a unos 100 metros al Occidente de la fábrica Icofieltro; cruza el Río Fucha y tuerce hacia el Suroeste, para cruzar el Río Tunjuelo al Occidente de Bogotá; sigue en la misma dirección pasando entre el Municipio de Soacha y la futura represa de Canoas y de allí a encontrar la carretera del Sur”
Salvo las referencias a fábricas que ya quedaron en el recuerdo de los bogotanos, el trazado indicado en esa época sigue manteniendo el espíritu de una avenida que descongestione el occidente de la capital, planeada como una vía de enlace regional que cumpla con la característica de permitir el tránsito de un alto porcentaje de vehículos comerciales y un corredor de 100 metros.
En la clasificación de vías contemplada en “La Guía de diseño de vías Urbanas en Bogotá” del Instituto de Desarrollo Urbano – IDU , se señalan las vías tipo “arterial de alta velocidad con funcionamiento a través de peaje urbano, que permite desplazamientos dentro del área urbana de manera directa entre las zonas residenciales y las centralidades. Cuentan con control total de accesos e intersecciones exclusivamente a desnivel en zonas seleccionadas. (…) Pueden incluir carriles o zonas exclusivas para transporte masivo, con condicionantes adicionales”, que es exactamente cómo está planteado el proyecto ALO dentro de la planeación de la ciudad. El Decreto 255 de 1972 crea el Instituto de Desarrollo Urbano como el órgano encargado de la ejecución de las obras públicas del Plan vial de la ciudad y se priorizan a unas vías de desarrollo a corto plazo y obras complementarias. En esa primera cosecha se dejó en el tintero el proyecto ALO, y se retomó en el Acuerdo 2 de 1980 donde cambia el nombre a “Avenida Cundinamarca” con un trazado similar al planteado inicialmente. Pero es sólo hasta el Acuerdo 13 de 1998 donde se adopta el trazado para la Avenida Longitudinal de Occidente (ALO) y el Acuerdo 164 de 2005 que ordena la revisión y actualización de las reservas viales, cuando empieza la compra de predios para delimitar el corredor vial.
El proyecto se dividió en tres tramos, la ALO Norte, que va desde la Autopista Norte con calle 245 hasta la calle 90 a la altura del portal de la 80 de Transmilenio, la ALO Centro, desde la calle 90 en la localidad de Engativá a la calle 13 con carrera 94 en Fontibón y la ALO Sur que va desde la 13 pasando por los municipios de Mosquera y Soacha, hasta Chusacá en el municipio de Sibaté.
Para el 31 de octubre de 2009 entró en operación el tramo comprendido entre Chusacá y Canoas con una longitud de 4.5 km, desde la intersección Chusacá que conecta con la vía que de Soacha conduce a Melgar y la salida a Mondoñedo en el sector Canoas. Para ese momento el INVIAS se comprometió a terminar la construcción de la calzada oriental del tramo Canoas – Río Bogotá de la ALO, y el IDU tenía la misión de terminar la construcción de la calzada oriental del tramo Río Bogotá – Calle 13. En efecto, el INVÍAS ejecutó los 10 km entre Chusacá y Canoas mientras que el IDU solamente realizó 1,8 km de los 10 km del corredor entre el río Bogotá y la calle 13. Con la entrada en vigor de la ley de APP 1508 de 2012 la ANI recibió la prefactibilidad del proyecto ALO Sur, para lo cual se llevó a cabo una primera factibilidad en el 2014 y en 2016 se reinició la estructuración del proyecto. Luego de múltiples gestiones con entidades distritales y nacionales para culminar el proyecto, la Agencia Nacional de Infraestructura finalmente formuló la convocatoria pública para el proyecto de Asociación Público Privada (APP) de Iniciativa Privada (IP) para la financiación, los estudios, diseños, construcción, operación, mantenimiento, gestión social, predial y ambiental del Proyecto “Avenida Longitudinal de Occidente – Tramo Sur” o “ALO Tramo Sur”, como parte de las conocidas concesiones del bicentenario o 5G, que luego de un proceso de licitación terminó con la firma del contrato de concesión 003 de 2021 el 13 de enero de 2022.
En el año 2016 se retomó el proyecto de lo que se sería la ALO en el plan de la Administración Distrital de momento que proponía la construcción de la vía mediante una Asociación Público Privada. Pero solo fue hasta el año 2021 que se adjudicó el contrato de diseño, construcción y operación por 30 años de uno de los tramos de la avenida, el comprendido entre el sector de Chusacá y la calle 13 en Bogotá, lo que se conoce como el tramo sur.
El 20 de julio de 2022, se fue inaugurada con acta de inicio el tramo sur , por medio de la Concesión ALO SUR S.A.S, en donde es una sociedad conformada por la alianza estratégica de las empresas COHERPA S.A.S, Concay S.A., Mario Huertas Cotes y Pavimentos Colombia S.A.S, con el fin de desarrollar los estudios, financiación, diseños, construcción, operación, mantenimiento, gestión social, predial y ambiental de la Concesión Vial “Avenida Longitudinal de Occidente – Tramo Sur”, tercer proyecto adjudicado en el marco de las Concesiones del Bicentenario o de Quinta Generación (5G) por la Agencia Nacional de Infraestructura ANI, cuyo propósito fundamental es mejorar las condiciones de movilidad en la Sábana de Bogotá, específicamente en el acceso del sur y occidente del país al Distrito Capital, obviando el paso por la Autopista Sur, generando una conexión expresa desde la intersección Chusacá en Sibaté hasta la Calle 13 a la altura de la Carrera 94 en la localidad de Fontibón, en un recorrido de 24.5 kilómetros en doble calzada.
Se tiene proyectada la construcción 46 puentes y dos intersecciones a desnivel, la primera estará localizada en la conexión de la ALO con la Calle 13 en Fontibón y la segunda en la Avenida Indumil, en Soacha. A su vez, el proyecto contempla una alameda en la calzada oriental dentro del Distrito Capital de 9,5 km de longitud, generando un espacio público de aproximadamente 153 000 m² con andenes, zonas verdes, plazoletas y ciclorruta de 4m de ancho, aportando a la movilidad sostenible.